# Amílcar Henríquez
Amílcar Henríquez Espinosa (ur. 2 sierpnia 1983 w Panamie zm. 15 kwietnia 2017 w Colón) – panamski piłkarz występujący na pozycji pomocnika.

## Kariera klubowa
Henríquez zawodową karierę rozpoczynał w 2003 roku w klubie Árabe Unido. W 2004 roku zdobył z nim mistrzostwo Panamy. Latem 2007 roku został wypożyczony do kostarykańskiego AD Santacruceña. Na początku 2008 roku wrócił do Árabe Unido. W tym samym roku zdobył z nim mistrzostwo Clausura.
W 2009 roku Henríquez odszedł do kolumbijskiego Atlético Huila. W tym samym roku wywalczył z nim wicemistrzostwo Finalización. W latach 2012–2014 grał w Independiente Medellín. W 2014 wrócił do Árabe Unido, a w 2015 trafił do Realu Cartagena. Jeszcze w 2015 został zawodnikiem klubu América Cali.

## Kariera reprezentacyjna
W reprezentacji Panamy Henríquez zadebiutował w 2005 roku. W 2007 roku został powołany do kadry na Złoty Puchar CONCACAF. Wystąpił na nim w 4 meczach: z Hondurasem (3:2), Kubą (2:2), Meksykiem (0:1) i Stanami Zjednoczonymi (1:2). Tamten turniej Panama zakończyła na ćwierćfinale.
W 2009 roku po raz drugi znalazł się w drużynie na Złoty Puchar CONCACAF. Zagrał na nim w spotkaniach z Gwadelupą (1:2), Meksykiem (1:1) oraz Nikaraguą (4:0), a Panama ponownie odpadła z turnieju w ćwierćfinale.